# Brandon Lee
Brandon Lee (født 1. februar 1965 i Oakland i Californien i USA, død 31. marts 1993 i Wilmington i North Carolina) var en amerikansk skuespiller.

## Barndom
Lee blev født i 1965 i Oakland som søn af den legendariske kampsportudøver Bruce Lee og kone Linda Lee. Da han var tre måneder gammel flyttede familien til Los Angeles i Californien. Da faren efterhånden fik problemer med at få filmroller, flyttede de til Hongkong i 1971. Efter farens død i 1973 tog moren Brandon og hans søster, Shannon, med tilbage til USA, først til Seattle og så til Los Angeles.

## Privatliv
Lee mødte Eliza Hutton i 1990. De flyttede sammen tidligt i 1991 og forlovede sig i oktober 1992. De havde planlagt at gifte sig i Mexico den 17. april 1993, men han døde 17 dage før.

## Karriere
Lee medvirkede i flere film og tv-serier, men det var først i filmen The Crow (1992) at han fik sit internationale gennembrud i rollen som Eric Draven. Tragisk nok døde han under indspilningen på grund af et uheld med et skydevåben. Filmen blev alligevel færdiggjort, og blev en kultfilm. Han blev nomineret som bedste mandlige skuespiller for rollen som Eric Draven i The Crow til MTV Movie Awards. Ironisk nok handlede filmen om en mand (Eric Draven) som blev dræbt dagen før han skulle gifte sig.

## Ulykken
En revolver som skulle bruges under indspilningen blev ladet med ægte patroner uden krudt. Da tændhætten indeholder krudt, dannes der et smæld, men trykket i patronhylsteret er for lille til at projektilet forlader løbet, men bliver siddende fast i løbet pga. friktionen. Samme revolver blev så brugt i en anden scene, og ladet med løspatroner uden projektil, dette uvidende om at der sad et projektil i løbet. En løspatron er ladet med krudt og laver et meget større tryk end en patron uden krudt. Trykket som opstod var da nok til at få projektilet som allerede sad i løbet til at forlade løbet, og ramte Lee i maveregionen. Hastigheden på projektilet var lavere end normalt i et skydevåben, men det var nok til at skade Lee så meget at livet ikke stod til at redde. Han blev erklæret død klokken 13:30 31. marts 1993. Han blev begravet på Lake View Cemetery i Seattle, ved siden af sin far.

## Eftermæle
I et interview lige før sin død citerede Lee et stykke fra Paul Bowles bog, The Sheltering Sky. Stykket er nu indgraveret på hans gravsten:
| Citat | Because we do not know when we will die, we get to think of life as an inexhaustible well, and yet everything happens only a certain number of times . How many more times will you remember a certain afternoon of your childhood that is so deeply a part of your being you can't even conceive of your life without it? Perhaps four or five times more? Perhaps not even that. How many more times will you watch the full moon rise? Perhaps, twenty. And yet it all seems limitless. | Citat |
|       | |       |

2 måneder efter Lees død blev filmen Dragon: Legenden om Bruce Lee udgivet, hvilket var en biografi om hans fars karriere. Jason Scott Lee (ingen forbindelse til Bruce Lee) spillede rollen som faren, og filmen blev dedikeret til Brandon.

## Filmografi

### Film
| År   | Titel                    | Rolle         | Noter                               |
| ---- | ------------------------ | ------------- | ----------------------------------- |
| 1986 | Legacy of Rage           | Brandon Ma    | Alternativ titel: Long Zai Jiang Hu |
| 1990 | Laser Mission            | Michael Gold  | Alternativ titel: Mercenary Man     |
| 1991 | Showdown in Little Tokyo | Johnny Murata |                                     |
| 1992 | Rapid Fire               | Jake Lo       |                                     |
| 1994 | The Crow                 | Eric Draven   |                                     |

### TV
| År   | Titel                        | Rolle        | Noter                          |
| ---- | ---------------------------- | ------------ | ------------------------------ |
| 1986 | Kung Fu: The Movie           | Chung Wang   | TV-film                        |
| 1987 | Kung Fu: The Next Generation | Johnny Caine | Pilotavsnittet                 |
| 1988 | Ohara                        | Kenji        | Afsnittet: "What's in a Name?" |